# آسوکالدا
آسوکالدا (به لاتین: Aasukalda) یک روستا در استونی با جمعیت ۲۷ نفر است که در دهستان ویرو-نیگولا واقع شده‌است.